# Шипухино
Шипухино — деревня в Кимрском районе Тверской области. Входит в состав Приволжского сельского поселения.

## География
Находится в юго-восточной части Тверской области на расстоянии приблизительно 22 км на север-северо-восток по прямой от районного центра города Кимры в правобережной части района. Расположена на речке Печухня.

## История
Известна с 1635 года, когда в ней было 3 двора. в 1780-х годах 6 дворов. В 1851 году 23 двора. В 1859 году здесь (деревня Калязинского уезда Тверской губернии) было учтено 26 дворов. Ныне имеет дачный характер.

## Население
Численность населения: 138 человек (1859 год), 4 (русские 75 %) в 2002 году, 0 в 2010.